# Trichinomyia fuscipes
Trichinomyia fuscipes är en tvåvingeart som först beskrevs av Zetterstedt 1838.  Trichinomyia fuscipes ingår i släktet Trichinomyia och familjen puckeldansflugor. Arten är reproducerande i Sverige. Inga underarter finns listade i Catalogue of Life.